# گزنگ
گزنگ، روستایی است از توابع بخش مرکزی در شهرستان دیر استان بوشهر ایران.

## جمعیت
این روستا در دهستان اولی قرار دارد و بر اساس سرشماری سال ۱۳۹۵ جمعیت آن زیر سه خانوار یا خالی از سکنه است.

روستای گزنگ در سرشماری رسمی سال ۱۳۴۵ جمعیت آن ۷۹ نفر و در سال ۱۳۵۵ جمعیت آن ۱۵۳ نفر بوده و تابع دهستان بردخون بوده است.